# Saint-Aignan (Tarn i Garonna)
Saint-Aignan – miejscowość i gmina we Francji, w regionie Oksytania, w departamencie Tarn i Garonna.
Według danych na rok 1990 gminę zamieszkiwały 393 osoby, a gęstość zaludnienia wynosiła 81 osób/km² (wśród 3020 gmin regionu Midi-Pireneje Saint-Aignan plasuje się na 680. miejscu pod względem liczby ludności, natomiast pod względem powierzchni na miejscu 1499.).